# Gina
Gina és una òpera en tres actes de Francesco Cilea sobre llibret d'Enrico Golisciani. Va ser representada per primera vegada el 9 febrer de 1889 al teatre del Conservatori de San Pietro a Majella de Nàpols.
Es tracta de l'òpera que Cilea va compondre com a treball final dels seus estudis musicals. La primera representació va obtenir un bon èxit, però l'obra no va tenir més representacions. La primera representació moderna va tenir lloc al Teatre Rendano de Cosenza el novembre de 2000, i l'any següent l'òpera va ser també representada a Roma. Aquesta representació va ser enregistrada per l'editora discogràfica Bongiovanni.
En febrer de 2017 es va representar al Teatre Malilbran de Venècia, amb l'Orquestra i Cors del Teatre La Fenice.

## Argument
L'òpera, ambientada a la França napoleònica de principis del segle xix, explica la història de l'amor entre Gina i Giulio. Giulio ofereix reemplaçar Hubert, el germà de Gina, en el servei militar. Gina, sense conèixer-lo personalment, li promet a canvi amor. Quan Giulio torna, anys més tard, no porta amb ell l'anell que li havia donat Gina quan es van comprometre, però l'amor entre els dos triomfa gràcies a la intervenció de Flamberge, camarada de Giulio que té l'anell perdut de l'amic.

## Àries remarcables
- Essa è là... Sempre deserto e bruno  (romança de Giulio, acte I)
- Addio, addio, ti dico addio (romança d'Uberto, acte II)
- E la campagna è bella la mattina (romança de Gina, acte III)

## Discografia
- Anna Lucia Alessio (Gina), Laura Brioli (Lilla), Gianluca Terranova (Giulio), Fabio Maria Capitanucci (Uberto), Andrea Porta (Flamberge), Christopher Franklin (director), Orchestra Philarmonia Mediterranea, Coro Solisti Cantori, Bongiovanni GB2302/03.